# Ryjówek domowy
Ryjówek domowy, ryjówka domowa (Suncus murinus) — gatunek owadożernego ssaka z rodziny ryjówkowatych (Soricidae). 
Ryjówek domowy jest większy od ryjówki krótkoogoniastej. Jego wielkość nie przekracza 17 cm, ogon ma 8 cm. Waży 90 g.
Występuje w południowej i południowo-wschodniej Azji. Wydaje dźwięki podobne do pobrzękiwania monet.